# 菩薩
菩薩（ぼさつ）とは、ボーディ・サットヴァ（梵: बोधिसत्त्व, bodhisattva, 巴: bodhisatta）の音写である菩提薩埵（ぼだいさった）の略であり、仏教において一般的には菩提（bodhi, 悟り）を求める衆生（薩埵, sattva）を意味する。仏教では、声聞や縁覚とともに声聞と縁覚に続く修行段階を指し示す名辞として用いられた。

## 原語・原義
梵名ボーディ・サットヴァのbodhiとは漢訳「菩提」であり、「菩提薩埵」の「埵」とは、「枝が垂れたように延びている、土を盛り上げて固くしたもの」を表している。
菩薩という用語が仏教成立以前から存在したか否かについての定説はないが、仏教で初めて菩薩という用語が用いられたのは釈迦の前世譚（ジャータカ）であり、釈迦が前世で辿りついた境地の意味だったとする説が有力である。

## 初期仏教・上座部仏教
初期仏教、パーリ仏典において菩薩（巴: bodhisatta）は悟りを開く前の釈迦本人を指している。パーリ仏典では、四門出遊を経て出家した直後の釈迦（ヴィパッシン王子）はヴィパッシン菩薩（vipassī bodhisatto）と記載されている. 
釈迦は説法の中で、若き求道者であった頃の自身を語るときには「私が啓示を得ていない bodhisatta であったころは...」というフレーズをたびたび使用していた。

Mayhampi kho, mahānāma, pubbeva sambodhā, anabhisambuddhassa bodhisattasseva sato... 

マハーナーマ（人名）よ、私が菩提を得る前、いまだ成道していない菩薩であったとき ...
Ahampi sudaṃ bhikkhave pubbeva sambodhā anabhisambuddho bodhisattova samāno ... 

比丘たちよ、私もまた正覚以前のころ、未だ正覚を得ていない菩薩であったとき ...

## 大乗仏教

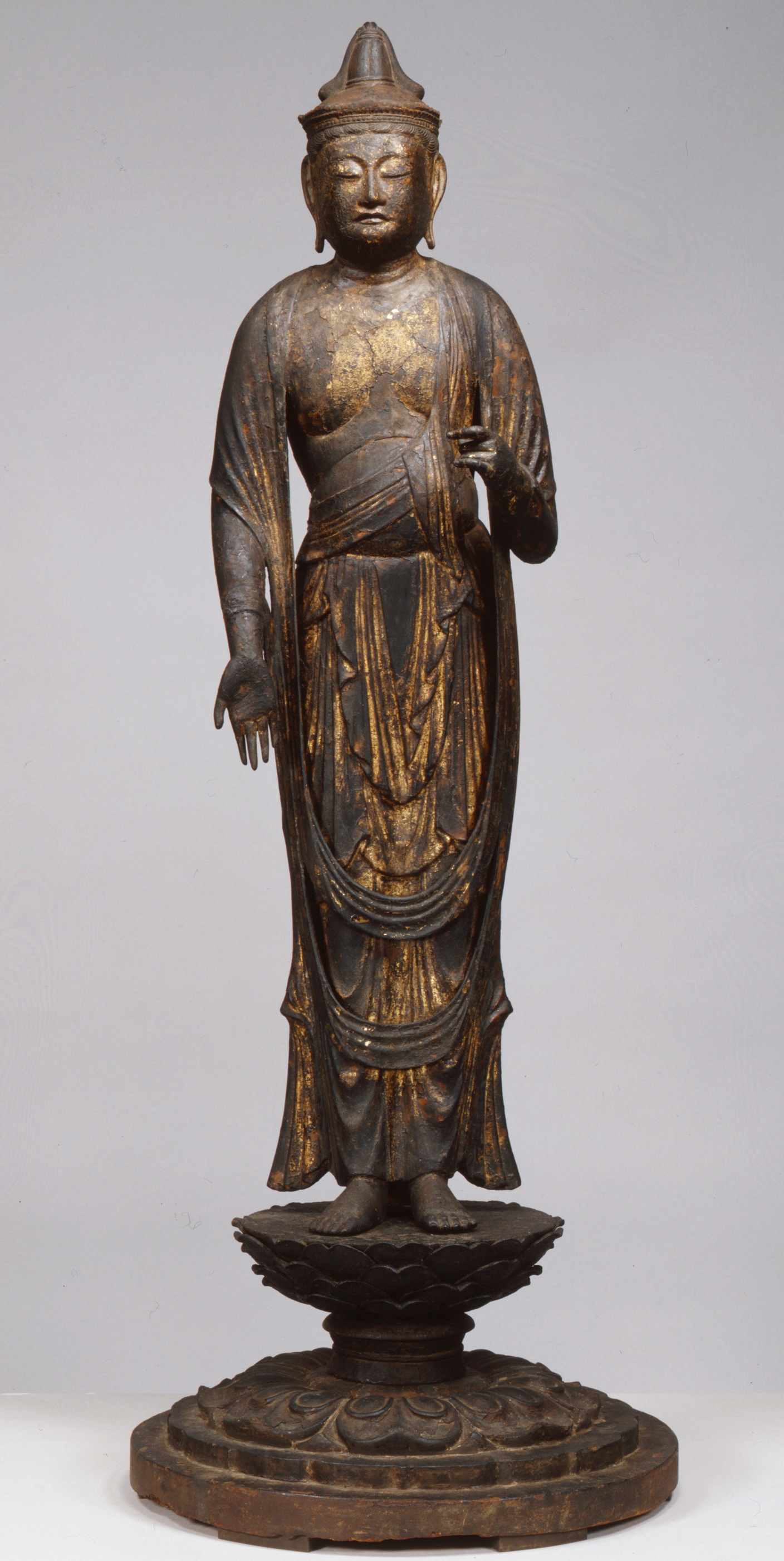
観音菩薩、12世紀、平安時代、東京国立博物館蔵

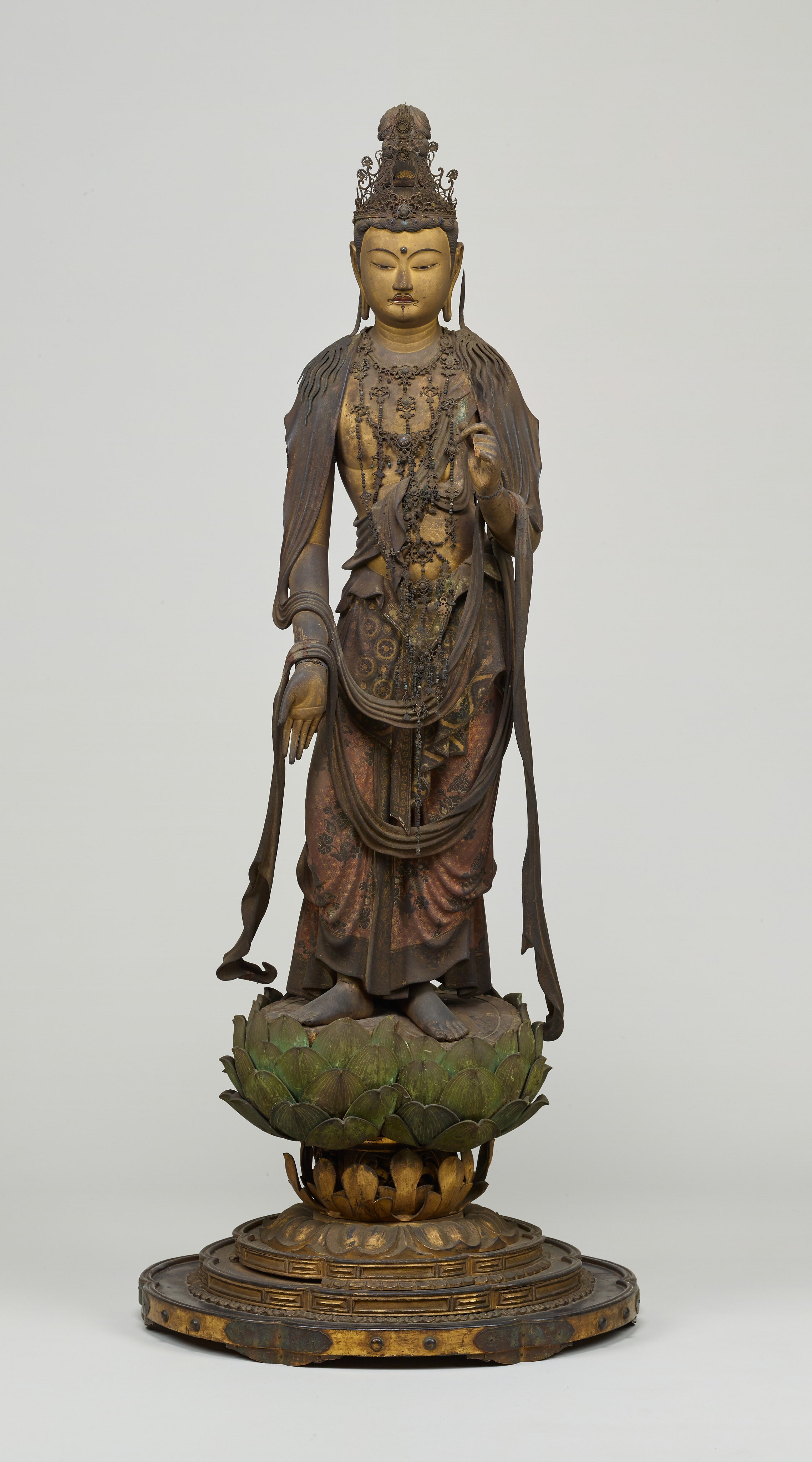
弥勒菩薩立像、13世紀、鎌倉時代、重要文化財、東京国立博物館蔵

大乗仏教は『ジャータカ』の慈悲行を行う釈迦を理想とし、修行者自身が「仏陀」になることを目ざした。このため大乗仏教の修行者はすべて菩薩と呼ばれるようになった。これら修行者が守るべき戒律は菩薩戒と呼ばれる。また竜樹や世親といった高僧を菩薩号で呼ぶことも行われている。

### 般若心経
玄奘訳の般若心経には前段に菩薩、後段に菩提薩埵と音写した2種の訳語が使い分けられている。般若心経にこのような用語が使われているのは漢訳における語源学風解釈（nirukti, etymology）で、意図的に〈菩提＋薩埵〉と分割したという説がある 。

### 十地経
華厳十地経は序章において、「十種の無上の徳あるもっともすぐれた菩薩行」を十波羅蜜としている。

### 菩薩五十二位
『華厳経』及び『菩薩瓔珞本業経』では、菩薩の境涯、あるいは修行の階位は、上から妙覚、等覚、十地、十廻向、十行、十住、十信の52の位にまで分けて52位を採用することが多い。
妙覚（みょうかく）
菩薩修行の階位である52位の最後の位で、等覚位の菩薩が、さらに一品（いっぽん）の無明を断じて、この位に入る。なお一切の煩悩を断じ尽くした位で、仏・如来と同一視される。
等覚（とうかく）
菩薩修行の階位である52位の中、51位であり菩薩の極位で、その智徳が略万徳円満の仏、妙覚と等しくなったという意味で等覚という。
十地（じっち、じゅうぢ）
菩薩修行の階位である52位の中、第41～50位まで。上から法雲・善想・不動・遠行・現前・難勝・焔光・発光・離垢・歓喜の10位。仏智を生成し、よく住持して動かず、あらゆる衆生を荷負し教下利益することが、大地が万物を載せ、これを潤益するからに似ているから「地」と名づく。
十廻向（じゅうえこう）
菩薩修行の位階である52位の中、第31～40位まで。上から入法界無量廻向・無縛無著解脱廻向・真如相廻向・等随順一切衆生廻向・随順一切堅固善根廻向・無尽功徳蔵廻向・至一切処廻向・等一切諸仏廻向・不壊一切廻向・救護衆生離衆生相廻向の10位。十行を終わって更に今迄に修した自利・利他のあらゆる行を、一切衆生の為に廻施すると共に、この功徳を以って仏果に振り向けて、悟境に到達せんとする位。
十行（じゅうぎょう）
菩薩修行の位階である52位の中、第21～30位まで。上から真実・善法・尊重・無著・善現・離癡乱行・無尽・無瞋根・饒益・観喜の10位。菩薩が、十住位の終に仏子たる印可を得た後、更に進んで利他の修行を完うせん為に衆生を済度することに努める位。布施・持戒・忍辱・精進・禅定・方便・願・力・智の十波羅密のこと。
十住（じゅうじゅう）
菩薩修行の位階である52位の中、第11～20位まで。上から灌頂・法王子・童真・不退・正信・具足方便・生貴・修行・治地・発心の10位。十信位を経て心が真諦（しんたい）の理に安住する、という意味で「住」と名づく。あるいは菩薩の十地を十住という説もある。
十信（じゅうしん）
菩薩修行の位階である52位の中、第1～10位まで。上から願心・戒心・廻向心・不退心・定心・慧心・精進心・念心・信心の10位。仏の教法を信じて疑心のない位。
なお、十信を外凡、十住～十廻向までを内凡あるいは三賢と称し、十信～十廻向までを凡と総称する。また十地と等覚を因、妙覚を果と称し、十地～妙覚までを聖と総称し、凡と相対する。

## 様々な菩薩

### 修行者としての菩薩
初期から、悟りを開く前の修行時代の仏陀のことを菩薩と呼んでいた。さらに釈迦の前生物語である本生話（ジャータカ）では、釈迦の前生の姿も菩薩と呼んでいる。

### 現世で活動するための菩薩
すでに悟りを得ているにもかかわらず、成仏を否定した菩薩も創造された。これは仏陀自身の活動に制約があると考えられたためで、いわば仏陀の手足となって活動する者を菩薩と呼ぶ。
この代表者が、釈迦三尊の文殊菩薩と普賢菩薩である。彼らは、釈迦のはたらきを象徴するたけでなく、はたらきそのものとして活動するのである。他にも、観世音菩薩、勢至菩薩なども、自らの成仏とはかかわりなく、活動を続ける菩薩である。

### 大乗僧としての菩薩
中国では、インドの有様が詳細に伝わったわけではないので、ことに初期大乗仏教の学僧たちを菩薩と尊称した。龍樹菩薩、世親菩薩などとするのがこれである。

## 日本における菩薩
神仏習合の一段階として、日本の神も人間と同様に罪業から逃れ自らも悟りをひらくことを望んでいるという思想が生まれた。それに基づき、仏道に入った日本の神の号として菩薩号が用いられた。天応元年 (781年) から菩薩号で呼ばれた八幡神の「八幡大菩薩」が代表的である。しかしこれらの菩薩号は明治の神仏分離令によって廃された。
また高僧が「菩薩」号で呼ばれることもしばしばあり、朝廷より諡号として贈られるものもあった。

### 菩薩号で呼ばれる高僧
- 行基 …8世紀後半には「行基菩薩」と呼称されていた[13]
- 叡尊 …正安2年7月（1300年）に亀山法皇並びに後伏見天皇より『興正菩薩』の号を贈られる[14]。
- 日蓮、日朗、日像 …1358年（延文3年）、大覚の雨乞いの功により、後光厳天皇から日蓮に大菩薩、日朗と日像に菩薩の号が贈られた[15]。
- 役小角…寛政2年（1799年）、光格天皇から神変大菩薩の号が贈られた[16]。

## 菩薩の像容
菩薩の像容は、出家前の釈迦の姿、すなわち、古代インドの王族のイメージが根底にある。髪は結い上げられ、結い残した髪は垂髪（すいほつ）といって肩を覆う。額には如来と同じく白毫がある。下半身には裳（も）あるいは裙（くん）と呼ばれる巻きスカート状の衣を纏い、左肩と右腰を巻くように条帛（じょうはく）と呼ばれるたすき状の飾り布を掛ける。さらにその上に宝冠、瓔珞（ようらく、貴金属や宝石をつないだ飾り）、臂釧（ひせん、 アームレット）、腕釧（わんせん、 ブレスレット）、足釧（そくせん、 アンクレット）、耳璫（じとう、 イヤリング）、天衣（てんね、肩や腕に掛ける細長い飾り布）といった装身具を身につける。また、光り輝く身体を表現する光背を背後に負う。
さらに菩薩は蓮華座というハスの花を象った台座の上に座り、または立つ。一部、禽獣座（きんじゅうざ）といって動物の背に乗る場合もあるが（文殊菩薩の獅子や普賢菩薩の象など）、この場合でも動物の背の上に蓮華を載せ、その上に座る。

## 注・出典